# Peter Toonen
Peter Theodoor Marie Toonen (Hilvarenbeek, 18 augustus 1958) is een Nederlands spreker, schrijver en Mayakenner.

## Levensloop

### Jeugd en opleiding
Toonen werd geboren in Hilvarenbeek en groeide op als oudste in een gezin van vijf kinderen. Na zijn Atheneum aan het Odulphuslyceum in Tilburg studeerde hij anderhalf jaar andragogie aan de Rijksuniversiteit in Utrecht.

### Loopbaan
Toonen begon zijn loopbaan als grafisch ontwerper en dj. Hij was in 1985 mede-oprichter van een praktijk voor personal coaching, aura reading en healing in de voormalige kerk Op Hodenpijl in Schipluiden. Hiernaast geeft hij lezingen en workshops op het gebied van de Mayakalender. 
Toonen schreef in 1997 zijn eerste boek Wat wisten de Maya's?. In 2003 won hij de Frontier Award voor zijn werk op het gebied van wetenschap en spiritualiteit.